# Огузхан Озьякуп
Огузхан Озьякуп (тур. Oğuzhan Özyakup, нар. 23 вересня 1992, Зандам) — турецький футболіст, півзахисник нідерландського клубу «Фортуна» (Сіттард).
Виступав, зокрема, за клуб «Арсенал», а також національну збірну Туреччини.

## Клубна кар'єра
Народився 23 вересня 1992 року у нідерландському місті Зандам. Вихованець юнацьких команд футбольних клубів «Геллас Спорт» та АЗ, а з 2008 року — академії лондонського «Арсенала».
У дорослому футболі дебютував 2011 року виступами за команду клубу «Арсенал», в якій протягом сезону лише двічі виходив на поле в іграх Кубка футбольної ліги. 
До складу клубу «Бешикташ» приєднався у червні 2012 року за 500 тисяч євро. Відтоді встиг відіграти за стамбульську команду 94 матчі в національному чемпіонаті.

## Виступи за збірні
2008 року дебютував у складі юнацької збірної Нідерландів, взяв участь у 21 іграх на юнацькому рівні, відзначившись 7 забитими голами.
2012 року вирішив надалі грати за збірні своєї історичної батьківщини і того ж року залучався до складу молодіжної збірної Туреччини. На молодіжному рівні зіграв у 5 офіційних матчах, забив 3 голи.
2013 року дебютував в офіційних матчах у складі національної збірної Туреччини. Наразі провів у формі головної команди країни 43 матчі, забивши 1 гол.

## Статистика виступів

### Статистика клубних виступів
Станом на кінець сезону 2014/15
| Сезон                | Команда              | Чемпіонат            | Чемпіонат | Чемпіонат | Національний кубок | Національний кубок | Національний кубок | Континентальні кубки | Континентальні кубки | Континентальні кубки | Інші змагання | Інші змагання | Інші змагання | Усього | Усього |
| Сезон                | Команда              | Турнір               | Ігор      | Голів     | Турнір             | Ігор               | Голів              | Турнір               | Ігор                 | Голів                | Турнір        | Ігор          | Голів         | Турнір | Ігор   |
| -------------------- | -------------------- | -------------------- | --------- | --------- | ------------------ | ------------------ | ------------------ | -------------------- | -------------------- | -------------------- | ------------- | ------------- | ------------- | ------ | ------ |
| 2011–12              | «Арсенал»            | ПЛ                   | 0         | 0         | КА+КЛ              | 0+2                | 0                  | ЛЧ                   | 0                    | 0                    | -             | -             | -             | 2      | 0      |
| 2012–13              | «Бешикташ»           | СЛ                   | 28        | 2         | КТ                 | 2                  | 0                  | -                    | -                    | -                    | -             | -             | -             | 30     | 2      |
| 2013–14              | «Бешикташ»           | СЛ                   | 26        | 6         | КТ                 | 1                  | 0                  | ЛЄ                   | 2                    | 1                    | -             | -             | -             | 29     | 7      |
| 2014–15              | «Бешикташ»           | СЛ                   | 25        | 2         | КТ                 | 6                  | 0                  | ЛЧ+ЛЄ                | 4+7                  | 0+1                  | -             | -             | -             | 21     | 2      |
| Усього за «Бешикташ» | Усього за «Бешикташ» | Усього за «Бешикташ» | 79        | 10        |                    | 9                  | 0                  |                      | 13                   | 2                    |               | -             | -             | 101    | 12     |
| Усього за кар'єру    | Усього за кар'єру    | Усього за кар'єру    | 79        | 10        |                    | 11                 | 0                  |                      | 13                   | 2                    |               | -             | -             | 103    | 12     |

## Титули і досягнення
- Чемпіон Туреччини (3):

«Бешикташ»: 2015-16, 2016-17, 2020-21
- Володар Кубка Туреччини (1):

«Бешикташ»: 2020-21
- Володар Суперкубка Туреччини (1):

«Бешикташ»: 2021
Особисті досягнення
- Команда місяця Ередивізі: березень 2024[3]